# Sara Gallardo
Sara Gallardo Drago Mitre (Buenos Aires, 23 de diciembre de 1931-Buenos Aires, 14 de junio de 1988) fue una escritora y periodista argentina. Es autora de seis novelas y una colección de cuentos, además de artículos periodísticos y libros de literatura infantil. La crítica literaria de su época ignoró su obra, excluida del canon hasta que, a partir de los años 2000, fue releída, reeditada y traducida. La reivindicación de Sara Gallardo llegó de la mano de la crítica académica y feminista y escritores como Leopoldo Brizuela, María Moreno y Ricardo Piglia.

## Biografía
Sara Gallardo Drago Mitre nació el 23 de diciembre del año 1931. Era hija del historiador Guillermo Gallardo, nieta del científico y ministro Ángel Gallardo, bisnieta del escritor Miguel Cané y tataranieta del presidente Bartolomé Mitre. Tuvo dos hermanas, Dorotea y Marta, que era editora, y tres hermanos, el cantante lírico Guillermo (Gui Gallardo) y los periodistas Miguel y Jorge Emilio Gallardo. La biblioteca de su casa le permitió el acceso a la literatura desde la infancia.
Sara Gallardo estuvo en movimiento desde muy joven. A los dieciocho años hizo su primer viaje a Europa (1949) y a lo largo de su vida recorrió América Latina y Medio Oriente. También se desplazó dentro de su país natal: visitó el norte argentino, donde encontró personas y temas que inspiraron sus crónicas periodísticas y novelas, y vivió en la provincia de Córdoba. 
Desde mediados de la década de 1950, se desempeñó como colaboradora de medios de prensa, como el diario La Nación y las revistas Atlántida, Confirmado y Primera Plana, entre otras. En 1958, publicó la novela Enero, que narra la historia de una joven adolescente que es víctima de una violación y trata el tema del aborto. Se trató de una obra disruptiva y aislada en el panorama de la literatura argentina del siglo XX, que luego fue traducida al checo y al alemán. En 1968, ganó el Primer Premio Municipal por Los galgos, los galgos.
Estuvo casada dos veces: primero, con el escritor y guionista Luis Pico Estrada y, luego, con Héctor Murena. Muy afectada por la muerte de su segundo esposo, en 1975 se estableció con sus hijos en El Paraíso, la casa que le ofreció su amigo, el escritor Manuel Mujica Lainez, ubicada en La Cumbre, provincia de Córdoba.
Dos años después, partió hacia España, donde escribió su último libro, La rosa en el viento (1979). Se instaló con sus hijos en Barcelona, Suiza y finalmente Italia. A su regreso falleció de un ataque de asma, enfermedad que padecía desde pequeña, en Buenos Aires a los 57 años. Proyectaba escribir la biografía de la intelectual judía y monja carmelita Edith Stein, muerta en Auschwitz.
Si bien la obra de Sara Gallardo fue reconocida por figuras como Manuel Mujica Lainez, María Elena Walsh y María Rosa Oliver, permaneció fuera del canon y relativamente postergada. Después de algunos años en los cuales su obra y figura parecieron haber sido olvidados, la incorporación de Eisejuaz en la colección Clásicos de la Biblioteca Argentina del diario Clarín, en 2001, generó un interés renovado por su literatura que se tradujo en nuevas ediciones, estudios académicos y notas periodísticas. Entre 2001 y 2016 se reeditó casi la totalidad de su obra, incluyendo dos nuevas colecciones de su obra periodística, Macaneos (2016) y Los oficios (2018), que reúnen notas que escribió para Confirmado y La Nación respectivamente. El volumen más reciente, Vivir de viaje (2023), recopila todos los textos periodísticos que Sara Gallardo escribió sobre sus viajes Estos libros fueron recuperados, prologados y anotados por la poeta y crítica literaria Lucía de Leone.

## Obra

### Novela
- Enero (1958, Sudamericana)
- Pantalones azules (1963, Sudamericana)
- Los galgos, los galgos (1968, Sudamericana)
- Eisejuaz (1971, Sudamericana)
- Historia de los galgos (1975, Alfa Argentina)
- La rosa en el viento (1979, Pomaire)

### Cuento
- El país del humo  (1977, Sudamericana)

### Infantil
- Los dos amigos (1974, Estrada)
- Teo y la T.V. (1974, Estrada)
- Las siete puertas (1975, Estrada)
- ¡Adelante, la isla! (1982, Cuentorregalo)

### Periodismo
- Páginas de Sara Gallardo   (1987, Celtia)
- Macaneos. Las columnas de Confirmado (2016, Ediciones Winograd)[29]
- Los oficios (2018, Excursiones)
- Vivir de viaje (2023, Fondo de Cultura Económica)

## Sobre Gallardo